# Renault RL
Pour les articles homonymes, voir RL.
Le Renault RL est un autocar et autobus conçu par Renault et produit de 1926 à 1929. Il est équipé d'un moteur 6 cylindres de 40 ch.